# Tous à l'Ouest
Série Lucky Luke
Les Dalton en cavale
(1983)
Pour plus de détails, voir Fiche technique et Distribution.
Tous à l'Ouest ou Tous à l'Ouest : Une aventure de Lucky Luke au Québec, est un film d'animation réalisé par Olivier Jean-Marie, sorti en 2007, mettant en scène une nouvelle aventure de Lucky Luke d'après l'album La Caravane (1964).

## Synopsis
New York, 1880. Lucky Luke escorte les Dalton pour un énième procès. Inévitablement, les quatre affreux s’évadent et pillent en règle les nombreuses banques de la ville. La police à ses trousses, une course-poursuite se déroule en plein centre de New York entre une Tramway et des voitures à vapeur, Joe Dalton cache le magot dans le chariot d’une caravane d’immigrants en partance pour la Californie.
Quand ils reviennent, la caravane entière s'offre à eux, rendant la retrouvaille du magot difficile, et Lucky Luke vient les arrêter. L'un des voyageurs expose à Lucky Luke leur problème : ils ont 80 jours pour aller en Californie et prendre possession de leur terrain. Sinon, le promoteur (un escroc nommé Crook), qui a mis 12 caravanes en danger pour qu'ils n'arrivent pas en Californie, avec son associé, Barthleby, gardera l'argent payé d'avance et la vente sera annulée.
On découvre parmi les passagers des cuisiniers chinois, une institutrice, les Dalton, Lucky Luke, un barbier, etc. Tout au long du chemin, Crook et son complice, l'huissier Bartleby, vont semer des pièges pour empêcher la caravane d'aller en Californie. Sans résultat.
Finalement les colons arrivent à temps, prennent possession de leurs terres et Crook est capturé. Pendant ce temps, les Dalton s'enfuient avec leur magot, retrouvé par Averell et caché dans leurs boulets, dans une mine d'or abandonnée. Une course-poursuite s'ensuit sous forme de montagnes russes entre les colons, à qui était promis l'argent, et les Dalton. Finalement tous sortent de la mine, les Dalton sont défaits et une explosion causée par une dynamite de Crook rapportée par Rantanplan permet de découvrir de l'or sous les terrains vendus. Les six malfrats sont amenés vers le pénitencier à la fin alors que le magot a brûlé dans l'explosion.

## Fiche technique
- Titre : Tous à l'Ouest
- Réalisation : Olivier Jean-Marie
- Scénario : Olivier Jean-Marie, Jean-François Henry et Anne Goscinny d'après l'œuvre de Morris et René Goscinny (adaptation libre de l'album La Caravane)
- Animation : Jean-Christophe Dessaint (chef de l’animation)
- Musique : Hervé Lavandier
- Direction artistique : Jean Journaux
- Production : Marc du Pontavice, Xilam, Dargaud Marina, Lucky Comics, France 3 Cinéma
- Société de distribution : Pathé
- Budget : 15 000 000 euros
- Pays de production :  France
- Langue originale : français
- Genre : animation, western, aventures et comédie
- Durée : 85 minutes
- Dates de sortie :
  - France, Belgique : 5 décembre 2007
  - Québec : 21 décembre 2007

 Sauf indication contraire, les informations mentionnées dans cette section peuvent être confirmées par la base de données cinématographiques IMDb,  présente dans la section « Liens externes ».

## Distribution

### Voix originales
- Lambert Wilson : Lucky Luke
- Clovis Cornillac : Joe Dalton
- Alexis Tomassian : William Dalton
- Christophe Lemoine : Jack Dalton
- Bernard Alane : Averell Dalton
- François Morel : Rantanplan
- Edgar Givry : Edgar Crook
- Michael Lonsdale : Harold Bartleby
- Éric Metayer : Piotr et Monsieur Tang
- Dee Dee Bridgewater : Molly
- Valérie Karsenti : Louise
- Jean Piat : Spike Goodfellow, le croque-mort
- Titoff : Monsieur Pierre
- Dorothée Pousséo : Miss Littletown, l'institutrice
- François Siener : Ugly Barrow
- Marie Vincent : Louise, la jument
- Adrien Antoine : Jolly Jumper
- Jacques Frantz : Loup cinglé
- Pierre Baton : Old Timer
- Yves-Robert Viala : le policier à New-York
- Jacques Obadia : le directeur du cirque
- Marc Alfos : le costaud du Saloon
- Saïd Amadis : l'avocat de l'accusation
- Julien Chatelet : Morris, Goscinny et un pionnier
- Michel Vigné : le barman et le shérif
- Jean-Marc Pannetier : le caissier de la banque
- Luc Boulad : Vrai Faucon
- Sylvain Corthay : le juge
- Michel Ruhl : Bartleby (voix de bande-annonce)

### Voix québécoises
- Stéphane Rousseau : Lucky Luke
- André Ducharme : Joe et Jolly Jumper
- Éveline Gélinas : Mme Petite Ville
- Violette Chauveau : Louise
- Philippe Martin : Monsieur Pierre
- Yves Pelletier : Jacques, Piotr, Rantanplan, Monsieur Tang et Spike bon
- Bruno Landry : Averell, Moche Barrow et Loup Cinglé
- Guy A. Lepage : William et Edgar Crook
- Bernard Fortin : Bartleby
- ? : Joey, le cafard (apparition caméo)
- ? : Roger, la blatte (apparition caméo)

 Source et légende : version québécoise (VQ) sur Doublage.qc.ca

## Autour du film
Le budget de Tous à l'ouest a été de 15 millions d'euros. L'essentiel de la production s'est déroulé à Paris et le film a employé jusqu'à 180 personnes simultanément. Environ un quart de l'animation a été sous-traité au studio La Fabrique. Le film a cependant été un échec commercial, avec seulement 457 509 entrées en France, causant une perte de plus de trois millions d'euros chez le producteur Xilam animation. La musique a été enregistrée au studio Ramses.

## FilmographieLucky Luke
- 1971 : Le Juge de Jean Girault et Federico Chentrens avec Pierre Perret et Robert Hossein, adapté de l'album éponyme, cependant le personnage de Lucky Luke est absent du film)
- 1971 : Lucky Luke (Daisy Town) de René Goscinny et Morris avec les voix de Marcel Bozzuffi, Pierre Tornade
- 1978 : La Ballade des Dalton de René Goscinny, Morris et Henri Gruel avec les voix de Daniel Ceccaldi, Jacques Balutin
- 1983 : Les Dalton en cavale de Morris, William Hanna, Joseph Barbera et Ray Patterson avec les voix françaises de Jacques Thebault, Roger Carel
- 1991 : Lucky Luke de Terence Hill avec Terence Hill, Ron Carey
- 2004 : Les Dalton de Philippe Haïm avec Éric Judor, Ramzy Bedia
- 2007 : Tous à l'Ouest de Olivier Jean-Marie avec les voix de Lambert Wilson, Clovis Cornillac et François Morel
- 2009 : Lucky Luke de James Huth avec Jean Dujardin.

## Produits dérivés
Deux jeux vidéo pour la Nintendo DS et la Wii tirés du dessin animé ont été édités chez Atari en 2007 sous le titre Tous à l'Ouest. Une aventure de Lucky Luke.
À la fin d'un épisode d’Oggy et les Cafards, on peut apercevoir une affiche du film Tous à l'ouest dans une station de bus nommé Xilam. Les trois cafards de la série font d'ailleurs un caméo dans le film.